# Budweiser
Budweiser es un adjetivo alemán relativo a la ciudad de Budweis, nombre alemán de České Budějovice, ciudad situada en Bohemia, República Checa y fundada como Budějovice en 1265 por mandato del rey de Bohemia Přemysl Otakar II. 
Dos cervecerías fueron fundadas en la ciudad que fabricaban cervezas a las que llamaron Budweiser por ser de la ciudad de Budweis. En 1876, la cervecera estadounidense Anheuser-Busch comenzó a elaborar una marca de cerveza que llamaron con ese mismo nombre, "Budweiser". Esto provocó que en 1907 se abriese la "disputa de la marca Budweiser" entre las compañías que disputaban por los derechos del nombre.
Las tres compañías eran:
- Budweiser Bier Bürgerbräu, fundada en 1795 por ciudadanos alemanes de Budweis (České Budějovice), que comenzaron a exportar la cerveza Budweiser Bier a los Estados Unidos en 1875. La compañía fue expropiada en 1945 y cambiaron el nombre, pero lo recuperaron durante la década de 1990 tras la caída del comunismo.
- Budweiser (Anheuser-Busch), creada por Anheuser-Busch en los Estados Unidos, fue originalmente comercializada en 1876 como "Budweiser" en Estados Unidos y Canadá.
- Budweiser Budvar, una cervecería fundada en 1895 por ciudadanos checos de la ciudad de Budweis (České Budějovice).